# Lista de instituições de ensino superior da Bahia
Esta é uma lista de instituições de ensino superior da Bahia, um dos estados do Brasil. O critério de inclusão abrange aquelas instituições com registro no Ministério da Educação (MEC), acessadas pelo sistema e-MEC, e localizadas na Bahia.
Em termos históricos, o curso de Teologia e Ciências Sagradas, ministrado no Colégio dos Jesuítas para a formação de sacerdotes em Salvador, foi o primeiro curso de nível superior do Brasil. Houve a expulsão dos jesuítas do Império Português em 1759 e, bem mais tarde, o imperador D. João VI assinou, em 18 de fevereiro de 1808, o decreto que anunciava a inauguração da Escola de Cirurgia da Bahia nas instalações do Colégio, até então utilizadas para um hospital militar. A escola tornou-se a primeira instituição de ensino superior no país, hoje denominada Faculdade de Medicina da Bahia da Universidade Federal da Bahia, uma das unidades da Universidade Federal da Bahia (UFBA).

## Lista
| Imagem | IES                                                          | Sigla         | Localização          | Coordenadas                  | identificação no e-MEC |
| ------ | ------------------------------------------------------------ | ------------- | -------------------- | ---------------------------- | ---------------------- |
|        | Centro Universitário Estácio da Bahia                        | Estácio Bahia | Salvador             |                              | MTA1OA==               |
|        | Centro Universitário Jorge Amado                             | UNIJORGE      | Salvador             | 12° 56′ 16″ S, 38° 24′ 36″ O | MTE4NQ==               |
|        | Centro Universitário Ruy Barbosa Wyden                       | UniRuy Wyden  | Salvador             |                              | Mzk2                   |
|        | Centro Universitário Social da Bahia                         | UNISBA        | Salvador             | 13° 00′ 38″ S, 38° 30′ 31″ O | MTY0MQ==               |
|        | Escola Bahiana de Medicina e Saúde Pública                   | EBMSP         | Salvador             |                              | NTM0                   |
|        | Faculdade Batista Brasileira                                 | FBB           | Salvador             | 12° 59′ 53″ S, 38° 27′ 54″ O | MTMwMg==               |
|        | Faculdade Católica de Ciências Econômicas do Estado da Bahia | FACCEBA       | Salvador             |                              | NDQ3                   |
|        | Faculdade Independente do Nordeste                           | FAINOR        | Vitória da Conquista | 14° 51′ 42″ S, 40° 49′ 02″ O | MTc1OA==               |
|        | Faculdade Olga Mettig                                        | FAMETTIG      | Salvador             | 12° 58′ 46″ S, 38° 30′ 36″ O | MTUyNA==               |
|        | Faculdade Pitágoras de Teixeira de Freitas                   | PIT TEIXEIRA  | Teixeira de Freitas  |                              | MjQzNw==               |
|        | Faculdade São Salvador                                       | FSS FSSAL     | Salvador             |                              | MjU4MQ==               |
|        | Faculdade Zacarias de Góes                                   | FAZAG         | Valença              | 13° 21′ 02″ S, 39° 03′ 53″ O | MjU2OA==               |
|        | Faculdade da Região Sisaleira                                |               | Conceição do Coité   |                              | MTg2MzY=               |
|        | Faculdade de Ilhéus                                          | CESUPI        | Ilhéus               |                              | Mjc3MQ==               |
|        | Faculdade de Tecnologia e Ciências                           | FTC SALVADOR  | Salvador             | 12° 56′ 06″ S, 38° 23′ 40″ O | MTQ2MQ==               |
|        | Faculdade do Sul da Bahia                                    | FASB          | Teixeira de Freitas  |                              | MTc5MA==               |

∑ 16 items.